# Való Világ 7
A Való Világ 7 (gyakran használt rövidítéssel VV7) a Való Világ realityműsor hetedik szériája, amelyet ismét az RTL Kettő-n  sugároznak.
2014 szeptemberében jelentették be, hogy az előző évadhoz hasonlóan ezt is Lilu és Istenes Bence vezeti.
2014. október 27-én kiderült, hogy a műsor november 16-tól tér vissza a képernyőre. Ekkor derült ki az is, hogy ismét naponta jelentkezik a műsor kísérőműsora, a BeleValóVilág is, de már új műsorvezetőkkel. Az előző szériához hasonlóan ismét a Való Világ applikáció (VVapp) segítségével szólhatnak bele a nézők a műsor alakulásába. A győztes nyereménye ezúttal is egy lakás, egy autó, egy utazás és havi egymillió forint egy éven át.
Ebben az évadban is beszavazóshow nélkül kerülnek be a játékosok a villába.
A műsor 2015. március 1-én Robin győzelmével ért véget.

## A műsor menete

### Villalakók
| Név                         | Kor | Kategória        | Lakhely          | Foglalkozás                      | Beköltözés ideje   |
| --------------------------- | --- | ---------------- | ---------------- | -------------------------------- | ------------------ |
| Dani (Loós Dániel)          | 22  | hegylakó         | Budapest         | tanuló                           | 2014. november 16. |
| Fanni (Novozánszki Fanni)   | 21  | édibébi          | Martonvásár      | hastáncos                        | 2014. november 16. |
| Dóri (Török Imola Dóra)     | 29  | címlaplány       | Szekszárd        | aktmodell                        | 2014. november 16. |
| Vikcsu (Horváth Viktória)   | 24  | telhetetlen      | Szombathely      | kutyakozmetikus                  | 2014. november 16. |
| Laci (Czirok László)        | 23  | facér            | Budapest         | sofőr                            | 2014. november 16. |
| Dennis (Dénes Gábor)        | 27  | komisz           | Nyíregyháza      | kéménytechnikus                  | 2014. november 16. |
| Edina (Kosza Edina Klaudia) | 22  | tűzrőlpattant    | Barót, Románia   | pultos                           | 2014. november 17. |
| Maci (Bulyáki Zsolt)        | 33  | zabálnivaló      | Budapest         | üzletkötő, DJ                    | 2014. november 18. |
| Reni (Lukács Renáta)        | 26  | keménykezű       | Székesfehérvár   | szabadúszó színésznő és animátor | 2014. november 19. |
| Dávid (Bacsa Dávid)         | 30  | igazságosztó     | Maglód           | reklám- és marketing ügyintéző   | 2014. november 20. |
| Ádám (Nagy Ádám)            | 27  | tettrekész       | Gyula            | úszómester                       | 2014. november 21. |
| Zsuzsa (Balog Zsuzsanna)    | 24  | rafinált         | Kiskunfélegyháza | műsorvezető                      | 2014. november 21. |
| Robin (Mittly Dávid Róbert) | 26  | ellenállhatatlan | Dunaújváros      | felszolgáló                      | 2014. november 26. |

### Kiválasztás
| Villalakók   | 0.                              | 1.                          | 2.                           | 3.                            | 4.                            | 5.                           | 6.                           | 7.                            | 8.          | Státusz                                     |
| Villalakók   | 2014                            | 2014                        | 2014                         | 2014                          | 2015                          | 2015                         | 2015                         | 2015                          | 2015        | Státusz                                     |
| Villalakók   | november 26.                    | november 30.                | december 14.                 | december 28.                  | január 11.                    | január 25.                   | február 8.                   | február 17.                   | február 24. | Státusz                                     |
| ------------ | ------------------------------- | --------------------------- | ---------------------------- | ----------------------------- | ----------------------------- | ---------------------------- | ---------------------------- | ----------------------------- | ----------- | ------------------------------------------- |
| Robin        | Még nem volt játékban           | Még nem volt játékban       | Reni                         | Edina                         | Zsuzsa                        | Edina                        | Laci                         | Laci                          | Laci        | Győztes (95 napot töltött a Villában)       |
| Dennis       | 9,02%                           | Zsuzsa                      | Laci                         | Robin                         | Dani                          | Robin                        | Laci                         | Laci                          | Dóri        | 2. helyezett (105 napot töltött a Villában) |
| Dóri         | 11,49%                          | Laci                        | Laci                         | Robin                         | Edina                         | Edina                        | Laci                         | Fanni                         | Dennis      | 3. helyezett (105 napot töltött a Villában) |
| Laci         | 8,09%                           | Zsuzsa                      | Reni                         | Ádám                          | Zsuzsa                        | Dennis                       | Fanni                        | Fanni                         | Dóri        | Kiszavazva (104 napot töltött a Villában)   |
| Fanni        | 20,95%                          | Zsuzsa                      | Laci                         | Robin                         | Dani                          | Dani                         | Laci                         | Laci                          |             | Kiszavazva (98 napot töltött a Villában)    |
| Edina        | 7,44%                           | Zsuzsa                      | Reni                         | Ádám                          | Zsuzsa                        | Dennis                       | Fanni                        |                               |             | Kiszavazva (90 napot töltött a Villában)    |
| Dani         | 9,95%                           | Reni                        | Reni                         | Ádám                          | Zsuzsa                        | Dennis                       |                              |                               |             | Kiszavazva (77 napot töltött a Villában)    |
| Zsuzsa       | 5,92%                           | Reni                        | Reni                         | Maci                          | Edina                         |                              |                              |                               |             | Kiszavazva (58 napot töltött a Villában)    |
| Maci         | 10,85%                          | Zsuzsa                      | Dani                         | Robin                         | Zsuzsa                        |                              |                              |                               |             | Feladta (54 napot töltött a Villában)       |
| Ádám         | 5,70%                           | Zsuzsa                      | Reni                         | Fanni                         |                               |                              |                              |                               |             | Kiszavazva (44 napot töltött a Villában)    |
| Reni         | 3,65%                           | Zsuzsa                      | Dani                         |                               |                               |                              |                              |                               |             | Kiszavazva (33 napot töltött a Villában)    |
| Vikcsu       | 3,56%                           | Zsuzsa                      |                              |                               |                               |                              |                              |                               |             | Kiszavazva (21 napot töltött a Villában)    |
| Dávid        | 3,39%                           |                             |                              |                               |                               |                              |                              |                               |             | Kiszavazva (6 napot töltött a Villában)     |
|              |                                 |                             |                              |                               |                               |                              |                              |                               |             |                                             |
| Védett       |                                 |                             | Zsuzsa                       | Dani                          | Robin Laci                    | Laci Fanni                   | Dennis                       |                               |             |                                             |
| Kiválasztott |                                 | Zsuzsa                      | Reni                         | Robin                         | Zsuzsa                        | Dennis                       | Laci                         | Laci                          | Dennis      |                                             |
| Kihívott     | Vikcsu                          | Dani                        | Ádám                         | Laci                          | Dani                          | Edina                        | Fanni                        | Laci                          |             |                                             |
| Párbaj       | december 7.                     | december 22.                | január 4.                    | január 18.                    | február 1.                    | február 15.                  | február 22.                  | február 28.                   |             |                                             |
| Párbaj       | Zsuzsa (72,66%) Vikcsu (27,34%) | Reni (26,88%) Dani (73,12%) | Robin (64,22%) Ádám (35,78%) | Zsuzsa (49,94%) Laci (50,06%) | Dennis (55,49%) Dani (44,51%) | Laci (53,41%) Edina (46,59%) | Laci (55,38%) Fanni (44,62%) | Dennis (54,40%) Laci (45,60%) |             |                                             |
| Kiszavazott  | Dávid                           | Vikcsu                      | Reni                         | Ádám                          | Zsuzsa                        | Dani                         | Edina                        | Fanni                         | Laci        |                                             |

### Szuper-képességek
A Való Világban először, ebben a szériában a versenyzőket különböző szuper-képességekkel ajándékozták meg benntartózkodásuk idejéig.

### Büntetések
A szériában nem volt ritka a szabályszegés, amik büntetéseket vontak maguk után. Néha egészen komikus, néha súlyos büntetéseket kaptak a villalakók, a szabályszegés súlyosságával arányosan.
- Talán a legkomolyabb szabályszegést Laci és Edina követte el, akik a kamera elől elbújva szeretkeztek. A házirend viszont tiltja a kamerától való elbújást, ezért a szerelmespár között valakinek kék kendőt (Kihívott) kellett magára kötnie.
- A fürkész-héten mindegyik villalakó hibázott - nem figyeltek éjszaka a zászlójukra, amit el is loptak éjjel. Robin villamester lévén magára vállalta az esetleges következményeket. Jött egy levél, miszerint Robinnak azonnal el kellett hagynia a villát; úgyhogy ő menjen ki az ajtón, a többiek pedig pakolják össze a bőröndjét. Pár perccel később új levél jött, miszerint lejárt a büntetés, és Robin visszatérhet a villába. A lelki sokk miatt ez mindenkinek büntetés volt.
- Amikor valamelyik műsorvezető bejelentkezik a villa televíziójába, Dóri gyakran nem jelenik meg a kanapéknál, abból az apropóból, hogy vécére kellett mennie. Ezért kapott egy vécécsészét, amit mindenhová láncon magával kellett vinnie, és csak arra ülhetett.
- Dóri megszegte előző szabályszegésével járó büntetését is - nem vitte magával a vécécsészéjét egy este folyamán. Ezért a vécécsésze mellé kapott még egy vécékefét, és egy zuhanyrózsát is, amit még cipelnie kell magával.

### Finálé

#### A végeredmény
| Finalista | Eredmény | Eredmény     | Státusz      |
| Finalista | Első kör | Második kör  | Státusz      |
| --------- | -------- | ------------ | ------------ |
| Robin     | 38,20%   | 51,10%       | Győztes      |
| Dennis    | 47,88%   | 48,90%       | 2. helyezett |
| Dóri      | 13,92%   | 3. helyezett | 3. helyezett |

#### Az est menete
A Finálé 2015. március 1-én került megrendezésre, ahol Dóri, Dennis és Robin küzdött a főnyereményért.
Az estét Tóth Gabi és a Tha Shudras fellépése nyitotta, ezután a finalisták kimentek a stúdióba. Az utolsó nap összefoglalóját követően lezárták a szavazást. A legkevesebb szavazatot (az összes szavazat 13,92%-át) Dóri kapta.
A két versenyben maradt játékos a stúdióban maradt, ahol kisfilmeket mutattak be a Villában töltött életükről. Ezt követően ismét visszatértek a Villába. További kisfilmek után lezárták a szavazást. Az eredményhirdetéskor Dennis a szavazatok 48,90%-át kapta, így a Való Világ hetedik szériáját végül Robin nyerte 51,10%-kal. Nyereménye egy éven át havi 1 millió forint, egy lakás és egy autó.